# Iragua vallis
Iragua vallis är en insektsart som beskrevs av Young 1977. Iragua vallis ingår i släktet Iragua och familjen dvärgstritar. Inga underarter finns listade i Catalogue of Life.